# Wings of Death
 (juillet 2025).
Wings of Death est un jeu de tir à défilement vertical de 1990 développé par Eclipse Software et publié par Thalion Software pour l'Atari ST, puis porté sur l'Amiga. Dans Wings of Death, le joueur contrôle un mage transformé en créature ailée dans une quête pour vaincre une méchante sorcière. Le jeu a été bien accueilli et a été suivi par la suite sur le thème de la science-fiction Lethal Xcess en 1991.

## Système de jeu
Malgré son cadre fantastique, Wings of Death est un jeu de tir à défilement vertical standard dans lequel plusieurs ennemis en formation entrent dans l'écran par le haut et peuvent être évités ou détruits pour libérer des bonus. Chaque arme peut être améliorée plusieurs fois, ce qui donne généralement des versions plus puissantes. Le changement d'arme réinitialise les améliorations du joueur. Le joueur peut se transformer en plusieurs formes, notamment un aigle géant, un griffon et un dragon.

## Trame
Un sort de la méchante reine sorcière Xandrilia a transformé son rival détesté, le magicien Sagyr, en une créature ailée. Le rôle du joueur est désormais de guider Sagyr dans sa quête pour vaincre la sorcière une fois pour toutes et redevenir un être humain. Sa quête se déroule à travers sept niveaux, du château de Sagyr au domaine de Xandrilia.

## Accueil
Trenton Webb d'Amiga Format, qui a donné à la version Amiga une note de 76 %, a écrit que Wings of Death est « un jeu chaotique et amusant, mais repose trop sur la chance ». Paul Roundell d' Amiga Computing a plus tard estimé que le jeu était « sous-estimé à sa sortie ».

## Postérité
Une suite de Wings of Death est sortie en 1991 pour les mêmes plateformes. Dans ce jeu, Sagyr, de retour, se bat contre les descendants de Xandrilia après avoir été transporté dans un futur lointain.